# Воєнні державні позики СРСР (1942—1945)
Воєнні державні позики СРСР 1942–1945 були випущені в роки Німецько-радянської війни 1941–1945 для розміщення по передплаті серед населення, колгоспів і промислових артілей. Емітовано чотири воєнних державних позики СРСР (1942, 1943, 1944, 1945). Передплатна ціна на них перевищувала їхню номінальну вартість. Більшість робітників і службовців передплачували облігації на суму, що дорівнювала їхньому місячному, а багато хто — півтора- або двомісячному заробітку. Їх передплачували також військовослужбовці й навіть населення окупованих територій через партизанів, зв'язаних із радянським тилом. Їх випускали строком на 20 років із розрахунку 4% річних в середньому за весь термін позики. Доходи власникам облігацій виплачували у вигляді виграшів, тиражі яких проводилися регулярно протягом всієї війни. Позики для розміщення по передплаті серед колгоспів і промислових артілей випускалися також строком на 20 років, але дохід по них виплачувався у розмірі 2% щорічно. Завдяки воєнним державним позикам СРСР держава мобілізувала кошти населення для фінансування воєнних витрат. У 1943-44 роках надходження за позиками склали 9-10% всіх доходів Державного бюджету СРСР. Кошти, що надійшли від цих позик, покрили 15% воєних витрат СРСР. Воєнні державні позики СРСР мали велике значення і для регулювання грошового обігу, скорочення емісії грошей.